# فيرتيكال للترفيه
فيرتيكال للترفيه (بالإنجليزية: Vertical Entertainment)‏ هي شركة أمريكية لتوزيع الأفلام وإنتاجها، أسسها المنتجان ريتشارد ب. غولدبرغ وميتش بودين في عام 2012.